# Daniel Fignolé

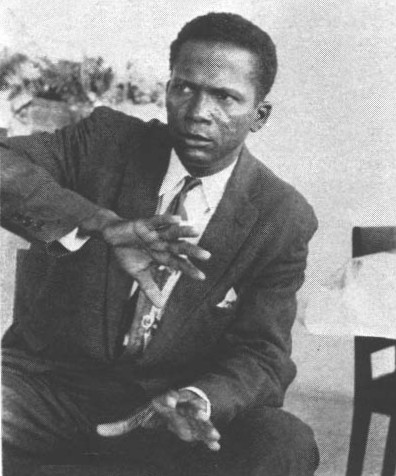
Daniel Fignolé (1957)

Daniel Fignolé, född 1914, död 27 augusti 1986, var provisorisk president i Haiti maj-juni 1957.